# Trophime Bigot
Trophime Bigot (* 1597 in Arles; † 1650 in Avignon) war ein französischer Maler des Barock. Er war in Italien und Frankreich tätig. Viele seiner Werke zeigen typischerweise Figuren und Szenen bei Kerzenlicht. 

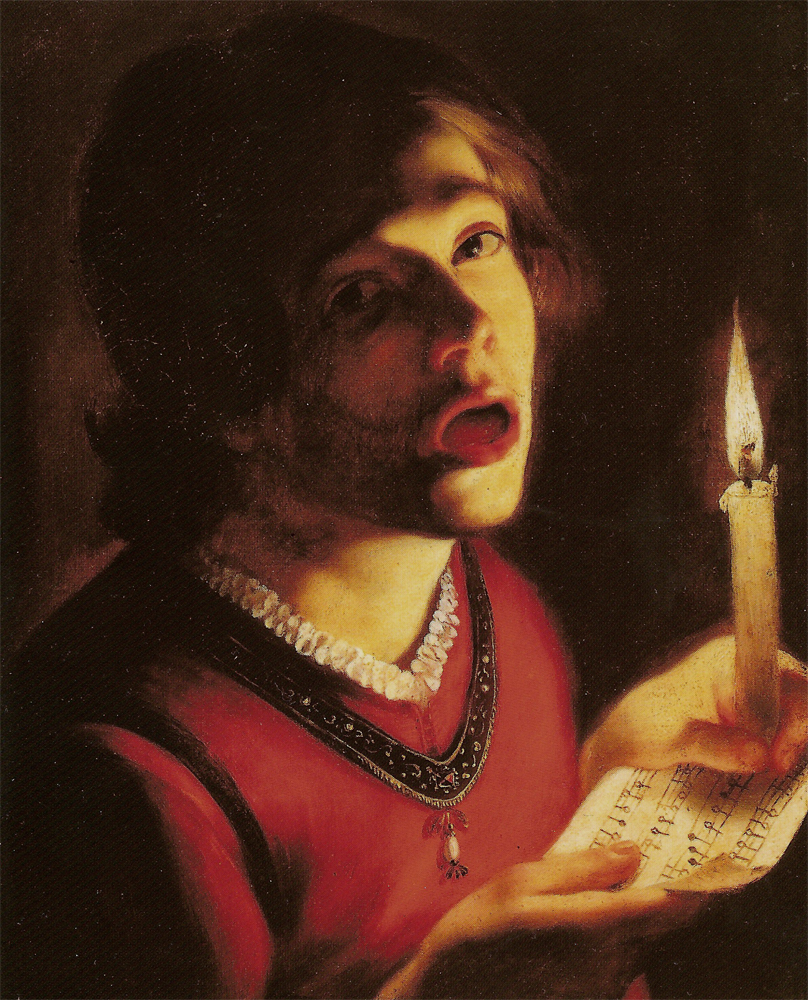
Sänger mit Kerze

## Leben
Von etwa 1620 bis 1634 wirkte Trophime Bigot in Rom. Später lebte er von 1638 bis 1642 in Aix-en-Provence, wo Altargemälde entstanden, die Zeit davor und danach verbrachte er in Arles. Ab 1644 schließlich lebte er in Avignon. Er wurde am 21. Februar 1650 begraben.

## Meister des Kerzenlichts
Durch Benedict Nicolson wurden 1960 etwa 40 Gemälde als das Werk eines anonymen Künstlers gruppiert, dem er den Notnamen „Meister des Kerzenlichts“ (engl. Candlelight Master) gab. In einem Artikel von 1964 identifizierte er schließlich diesen Meister mit Bigot. Zuvor war auch vermutet worden, dass diese Werke von Gerrit van Honthorst, Matthias Stom oder auch Georges de La Tour stammen könnten. Jedoch wurde Nicolsons Zuschreibung an Bigot weitgehend anerkannt.
Jean-Pierre Cuzin schlug vor, dass nur ein Teil der zum Werk des Meister des Kerzenlichts gruppierten Gemälde von Bigot stammen soll.

## Weitere Namensklärung
Wegen stilistischer Unterschiede zwischen Werken der römischen und der französischen Schaffensperiode  Bigots kam die Annahme auf, es könnte zwei Maler mit Namen Bigot gegeben haben. Die Hypothese, dass es sich dabei um Vater und Sohn handele, konnte durch Aktenmaterial aus dem Stadtarchiv von Arles widerlegt werden. Ein Kupferstich nach einem verschollenen Gemälde Bigots, Maria mit Kind in der Werkstatt des Josef (Privatbesitz), aus Aix-en-Provence bietet eine mögliche Verbindung zwischen dem römischen und provenzalischen Werk. 
Joachim von Sandrart kennt schon Anfang des 17. Jahrhunderts einen Trufemondi genannten caravaggistischen Maler von nächtlichen Brustbildern; nach Jean Boyer ist damit Bigot gemeint.

## Werke
- Sänger mit Kerze (Palazzo Doria-Pamphilj)
- Arzt, eine Urinprobe untersuchend (Ashmolean Museum)
- Die Heilige Familie mit zwei Engeln (Hôtel-Dieu de Québec)
- Das Letzte Abendmahl oder Abendmahl in Emmaus (1639–1641, Wandgemälde im Convent des Carmelites, Aix-en-Provence)